# Hoplapoderus nepalensis
Hoplapoderus nepalensis es una especie de coleóptero de la familia Attelabidae.

## Distribución geográfica
Habita en Sri Lanka y Nepal.